# Wincenty Romano
Wincenty Romano, właśc. wł. Vincenzo Domenico Romano (ur. 3 czerwca 1751 w Torre del Greco w prowincji Neapol, zm. 20 grudnia 1831 tamże) – włoski duchowny, święty Kościoła katolickiego.

## Życiorys
Urodził się w ubogiej rodzinie, i pomimo że na chrzcie otrzymał imiona Domenico, Vincenzo, znany jest pod drugim imieniem. Nauki pobierał w Neapolu, gdzie zwrócił uwagę na kazania św. Alfonsa de Liguori i rozwinął w sobie nabożeństwo do Najświętszego Sakramentu. Po otrzymaniu święceń kapłańskich (1775) wrócił do Torre del Greco, gdzie nauczał katechezy i przygotowywał kandydatów do kapłaństwa. Po zniszczeniu kościoła, na skutek wybuchu Wezuwiusza w 1794 lub 1805, zajął się nie tylko jego odbudową, ale roztoczył opiekę nad potrzebującymi w wyniku erupcji wulkanu. Opiekował się również ludźmi młodymi, zwłaszcza poławiaczami pereł. Wkrótce też został proboszczem parafii pod wezwaniem Świętego Krzyża. 
Ożywił uczestnictwo w Eucharystii (przez tzw. Messa pratica /w praktyce/), wprowadził medytację różańcową (Rosario meditato) i popularyzował inne pobożne praktyki.
Dominik Wincenty zmarł w wieku 80 lat na zapalenie płuc.

## Kult
Ks. Wincentego Romano beatyfikował Paweł VI w 1963 roku. Jego wspomnienie liturgiczne obchodzone jest 20 grudnia.
6 marca 2018 papież Franciszek zatwierdził dekret o cudzie za jego wstawiennictwem, zaś 19 maja 2018 podczas konsystorza wyznaczył datę jego kanonizacji. 14 października 2018 w Watykanie błogosławiony ks. Wincenty Romano wraz z papieżem Pawłem VI, abp. Oscarem Romero oraz ks. Franciszkiem Spinellim zostali ogłoszeni świętymi Kościoła katolickiego. 
18 października 2018 roku został kanonizowany przez papieża Franciszka.